# El Banco, San Luis Potosí
El Banco är en ort i Mexiko.   Den ligger i kommunen Tamazunchale och delstaten San Luis Potosí, i den sydöstra delen av landet, 210 km norr om huvudstaden Mexico City. El Banco ligger 551 meter över havet och antalet invånare är 476.
Terrängen runt El Banco är kuperad västerut, men österut är den bergig. Terrängen runt El Banco sluttar österut. Runt El Banco är det tätbefolkat, med 476 invånare per kvadratkilometer. Närmaste större samhälle är Tamazunchale, 8,2 km öster om El Banco. I omgivningarna runt El Banco växer i huvudsak städsegrön lövskog.